# Stoljarski
Stoljarski je priimek več oseb:
- Pjotr Solomonovič Stoljarski, ruski glasbenik
- Stanislav Eduardovič Stoljarski, sovjetski general